# Baverans
Baverans és un municipi francès situat al departament del Jura i a la regió de Borgonya - Franc Comtat. L'any 2007 tenia 391 habitants.

## Demografia

### Població
El 2007 la població de fet de Baverans era de 391 persones. Hi havia 140 famílies de les quals 24 eren unipersonals (8 homes vivint sols i 16 dones vivint soles), 52 parelles sense fills, 60 parelles amb fills i 4 famílies monoparentals amb fills.
La població ha evolucionat segons el següent gràfic:
Habitants censats

### Habitatges
El 2007 hi havia 151 habitatges, 147 eren l'habitatge principal de la família, 1 era una segona residència i 3 estaven desocupats. 146 eren cases i 5 eren apartaments. Dels 147 habitatges principals, 134 estaven ocupats pels seus propietaris, 9 estaven llogats i ocupats pels llogaters i 4 estaven cedits a títol gratuït; 2 tenien dues cambres, 6 en tenien tres, 36 en tenien quatre i 103 en tenien cinc o més. 130 habitatges disposaven pel capbaix d'una plaça de pàrquing. A 46 habitatges hi havia un automòbil i a 93 n'hi havia dos o més.

### Piràmide de població
La piràmide de població per edats i sexe el 2009 era:
| Homes | Edats   | Dones |
| ----- | ------- | ----- |
| 0     | 95 o +  | 0     |
| 0     | 90 a 94 | 0     |
| 0     | 85 a 89 | 4     |
| 0     | 80 a 84 | 0     |
| 8     | 75 a 79 | 12    |
| 0     | 70 a 74 | 16    |
| 0     | 65 a 69 | 8     |
| 12    | 60 a 64 | 4     |
| 8     | 55 a 59 | 12    |
| 8     | 50 a 54 | 8     |
| 16    | 45 a 49 | 12    |
| 12    | 40 a 44 | 12    |
| 16    | 35 a 39 | 8     |
| 12    | 30 a 34 | 20    |
| 4     | 25 a 29 | 0     |
| 4     | 20 a 24 | 8     |
| 16    | 15 a 19 | 0     |
| 0     | 10 a 14 | 8     |
| 16    | 5 a 9   | 32    |
| 8     | 0 a 4   | 4     |

## Economia
El 2007 la població en edat de treballar era de 249 persones, 167 eren actives i 82 eren inactives. De les 167 persones actives 160 estaven ocupades (84 homes i 76 dones) i 7 estaven aturades (2 homes i 5 dones). De les 82 persones inactives 28 estaven jubilades, 34 estaven estudiant i 20 estaven classificades com a «altres inactius».

### Ingressos
El 2009 a Baverans hi havia 159 unitats fiscals que integraven 426 persones, la mediana anual d'ingressos fiscals per persona era de 20.970,5 €.

### Activitats econòmiques
Dels 11 establiments que hi havia el 2007, 2 eren d'empreses de comerç i reparació d'automòbils, 1 d'una empresa de transport, 2 d'empreses d'hostatgeria i restauració, 1 d'una empresa immobiliària, 1 d'una empresa de serveis, 3 d'entitats de l'administració pública i 1 d'una empresa classificada com a «altres activitats de serveis».
L'únic servei als particulars que hi havia el 2009 era un restaurant.
L'únic establiment comercial que hi havia el 2009 era una adrogueria.
L'any 2000 a Baverans hi havia 3 explotacions agrícoles.

## Equipaments sanitaris i escolars
El 2009 hi havia una escola elemental integrada dins d'un grup escolar amb les comunes properes formant una escola dispersa.

## Poblacions més properes
El següent diagrama mostra les poblacions més properes.